# شعيب

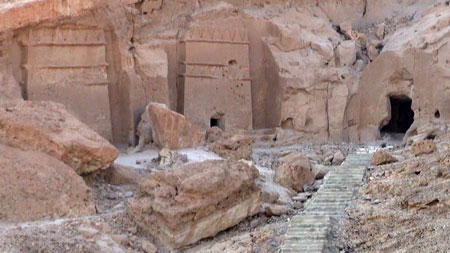
الكهوف في ما كان يسمى مدين، أو ما يعرف الآن بالمنطقة الجبلية لمدينة تبوك في المملكة العربية السعودية.

شُعَيْب كما جاء في القرآن أو رعوئيل كما جاء في التوراة، ويقال له بالسريانية يثرون، وهو نبي عربي عُرف بخطيب الأنبياء لحكمته وفصاحته، يقال إن جدته أو أمه هي بنت لوط، والثابت في نسبه أنه من سلالة إبراهيم واختلفت الأقوال حول أسماء وتسلسل آبائه إلى إبراهيم. أُرسل شعيب إلى قوم مَدْيَن أو ما عُرف عند المفسرين بأصحاب الأيكة، كانت ديار قوم مدين تمتد ما بين الأطراف الشمالية للحجاز إلى الأطراف الجنوبية للشام، كما توجد آثار لمساكنهم باقية إلى اليوم في شمال غربي الحجاز بمحافظة البدع بمنطقة تبوك، المملكة العربية السعودية، يعتقد أن النبي شعيب عاش ما يقارب 242 سنة.

## نسبه
اختلف في نسب شعيب على أقوال كثيرة، منها ما يلي:
- شعيب وهو يثرون بن ميكائيل بن يشجر بن مدين بن إبراهيم، وهو قول ابن إسحاق.[8]
- شعيب بن عيفاء بن ثويب بن مدين بن إبراهيم، وهو قول الشرقي بن القطامي.[9]
- شعيب وهو يثرون بن ضيعون بن عنقا بن ثابت بن مدين بن إبراهيم، وهو قول ابن الأثير.[10]
- شعيب بن حبيش بن وائل بن مالك بن حرام بن جذام واسمه عامر، وهو قول إبراهيم بن إسحاق الحربي.[11][12]

## ما ورد عنه
ذُكر النبي شعيب في القرآن 11 مرة، ومما جاء فيه أن الله تعالى بعث نبيه شعيباً في قومه مدين. واشتهر قوم مدين بأنهم أهل تجارة وزراعة وتمر، على واحدة من أهم الطرق التجارية آنذاك. إلا أنهم كانوا يتعاملون في تجارتهم بالغش والمكر والخداع، فإذا اكتالوا على الناس يستوفون ويزيدون عما يستحقون، وإذا كالوهم أو وزنوهم يخسرون وينقصون، ولا يعطونهم ما يستحقون. فنهاهم شعيب من مغبة هذه الأفعال الشنيعة والمعاملات السيئة، فلم يأبهوا بما قال. وسلك قوم مدين طريق الغَيِّ والضلال، كما أنهم مع هذه الأعمال المشينة، يشركون بالله تعالى، ويتوعدون شعيباً والذين آمنوا معه بالعذاب والطرد من الديار. ثم جرت سنة الله في القوم الظالمين بالهلاك، بعد تماديهم في الباطل، وسيرهم في طريق الغي والضلال.
كما ذكر القرآن أن الله بعث شعيباً إلى أصحاب الأيكة، فراح القوم يعبدون الأيكة (وهي الغيضة الملتفة الأشجار) من دون الله تعالى، إضافة إلى تطفيفهم في الكيل والميزان، فذكرهم شعيب بعاقبة هذا الأمر فردوا عليه بالتكذيب لنبوته فطالهم من الله عذاب عظيم.
يؤمن المسلمون أن شعيباً يعد واحداً من الأنبياء العرب المذكورين بالإسم في القرآن، مع الأنبياء العرب الآخرين صالح، وهود، وإسماعيل ومحمد. ويقال أنه كان معروفاً من قبل المسلمين الأوائل بأنه "الواعظ البليغ بين الأنبياء"، لأنه كان قد مُنح موهبة وبلاغة في لغته.
وأحياناً يُعَرَّف شعيب بأنه يثرون كاهن مدين المذكور في العهد القديم، رغم عدم تطابق ما ينسب إليهما من أفعال وأحداث في الدينين الإسلامي واليهودي. يذكر العهد القديم أن يثرون (بالإنجليزية: Jethro) هو حمو موسى، وهو كاهن مدين الذي لجأ إليه موسى عندما هرب من فرعون ملك مصر وتزوَّج ابنته صفّورا. هو أيضا نبي ذو مكانه فريدة في دين/مذهب الدروز، ويعتبر من أسلاف الدروز، حيث يُقدس الموحدون الدروز شعيب أحد أنبياء العرب، ويعدونه المؤسس الروحي والنبي الرئيسي في مذهب التوحيد.

## في الدين الإسلامي
آمن شعيب بنبي الله إبراهيم، وهاجر معه ودخل معه دمشق، وكان فصيحاً مفوهاً، حيث كان بعض السلف يسمي شعيبًا "خطيبَ الأنبياء"، لفصاحته وحلاوة عبارته وبلاغته في دعوة قومه إلى الإيمان. أُرسِل شعيب إلى أهل مَدْيَن برسالته كما جاء بالقرآن ﴿وَإِلَى مَدْيَنَ أَخَاهُمْ شُعَيْبًا قَالَ يَا قَوْمِ اعْبُدُوا اللَّهَ مَا لَكُمْ مِنْ إِلَهٍ غَيْرُهُ قَدْ جَاءَتْكُمْ بَيِّنَةٌ مِنْ رَبِّكُمْ فَأَوْفُوا الْكَيْلَ وَالْمِيزَانَ وَلَا تَبْخَسُوا النَّاسَ أَشْيَاءَهُمْ وَلَا تُفْسِدُوا فِي الْأَرْضِ بَعْدَ إِصْلَاحِهَا ذَلِكُمْ خَيْرٌ لَكُمْ إِنْ كُنْتُمْ مُؤْمِنِينَ ۝٨٥﴾ [الأعراف:85]. كان أهل مدين قوم كُفْرٍ وضلالٍ يعبدون الأيكة والأشجار والنباتات. إضافة إلى أنهم سَيِّؤُو الخلق، حيث كانوا يغشون في المكيال والميزان، ولا يعطون الناس حقهم، فدعاهم شعيب إلى عبادة الله وأن يعدلوا في تعاملاتهم بالعدل.
لم تكن دعوة نبي الله شعيب قضية توحيد وألوهية فقط، بل كانت كذلك تعديل وتقويم لأسلوب حياة الناس. فبدأ شعيب في توضيح أمور سوء تعاملهم وكما وصف ذلك في المصحف الشريف ﴿وَإِلَى مَدْيَنَ أَخَاهُمْ شُعَيْبًا قَالَ يَا قَوْمِ اعْبُدُوا اللَّهَ مَا لَكُمْ مِنْ إِلَهٍ غَيْرُهُ وَلَا تَنْقُصُوا الْمِكْيَالَ وَالْمِيزَانَ إِنِّي أَرَاكُمْ بِخَيْرٍ وَإِنِّي أَخَافُ عَلَيْكُمْ عَذَابَ يَوْمٍ مُحِيطٍ ۝٨٤﴾ [هود:84]، ولكنهم أَبَوْا واستكبروا واستمروا في عنادهم ولم يعطوا الناس حقهم، ويعتبرون بخس الناس أشياءهم نوعا من أنواع المهارة في البيع والشراء، وشطارة في الأخذ والعطاء.
فقال لهم نبيهم ﴿وَيَا قَوْمِ أَوْفُوا الْمِكْيَالَ وَالْمِيزَانَ بِالْقِسْطِ وَلَا تَبْخَسُوا النَّاسَ أَشْيَاءَهُمْ وَلَا تَعْثَوْا فِي الْأَرْضِ مُفْسِدِينَ ۝٨٥﴾ [هود:85]، وتوعدهم بالرجم والطرد من رحمة الله... ﴿وَإِنِّيَ أَخَافُ عَلَيْكُمْ عَذَابَ يَوْمٍ مُّحِيطٍ﴾ مذكراً إياهم بما قد يكون قد بقي عندهم من أخلاق أو قيم ﴿بَقِيَّةُ اللّهِ خَيْرٌ لَّكُمْ﴾ [هود:86] ما عند الله خير لكم ﴿ إِن كُنتُم مُّؤْمِنِينَ﴾ [هود:86] وأنه ليس موكلا عليهم، ولا حفيظا عليهم، ولا حارسا لهم، إنما هو رسول يبلغهم رسالات ربه، وما أراد بهم إلا خيراً ﴿وَمَا أَنَاْ عَلَيْكُم بِحَفِيظٍ﴾ [هود:86].
أخذ قومه يحاججونه بأسلوب جدلي وتهكمي مريض، وصف المصحف الشريف قولهم ﴿قَالُوا يَا شُعَيْبُ أَصَلَاتُكَ تَأْمُرُكَ أَنْ نَتْرُكَ مَا يَعْبُدُ آبَاؤُنَا أَوْ أَنْ نَفْعَلَ فِي أَمْوَالِنَا مَا نَشَاءُ إِنَّكَ لَأَنْتَ الْحَلِيمُ الرَّشِيدُ ۝٨٧﴾ [هود:87]، كيف يتركوا عبادة آبائهم للأشجار والنباتات، وصلاة شعيب تأمرهم أن يعبدوا الله وحده، أي جرأة من شعيب هذه؟. لم ييأس نبي الله شعيب من قومه فحاول إيقاظ مشاعرهم بتذكيرهم بمصير من قبلهم من الأمم، وكيف دمرهم الله بأمر منه. فذكرهم بقوم نوح، وقوم هود، وقوم صالح، وقوم لوط، وأراهم أن سبيل النجاة هو العودة لله تائبين مستغفرين، فالله غفور رحيم. لكن كلام نبي الله شعيب زاد قومه إعراضاً وبعداً عنه ﴿قَالُوا يَا شُعَيْبُ مَا نَفْقَهُ كَثِيرًا مِمَّا تَقُولُ وَإِنَّا لَنَرَاكَ فِينَا ضَعِيفًا وَلَوْلَا رَهْطُكَ لَرَجَمْنَاكَ وَمَا أَنْتَ عَلَيْنَا بِعَزِيزٍ ۝٩١﴾ [هود:91]،
لقد كان ضعيفاً بمقياسهم، ضعيفاً لأن الفقراء والمساكين هم فقط من اتبعوه، أما علية القوم فاستكبروا وأصروا على طغيانهم، إنه المقياس البشري الخاطئ، ونسوا وأنكروا أن القوة بيد الله، والله مع أنبيائه، واستمروا بكفرهم وتهديدهم قائلين ﴿وَلَوْلَا رَهْطُكَ لَرَجَمْنَاكَ وَمَا أَنْتَ عَلَيْنَا بِعَزِيزٍ﴾ [هود:91] فقالوا له: لولا أهلك وقومك ومن يتبعك لحفرنا لك حفرة وقتلناك ضرباً بالحجارة، فعندما أقام شعيب الحجة عليهم، غيروا أسلوبهم، فتحولوا من السخرية إلى التهديد.
لكن شعيب تلطف معهم متجاوزاً لإساءتهم إليه وسألهم سؤالا كان هدفه إيقاظ عقولهم ﴿قَالَ يَا قَوْمِ أَرَهْطِي أَعَزُّ عَلَيْكُمْ مِنَ اللَّهِ وَاتَّخَذْتُمُوهُ وَرَاءَكُمْ ظِهْرِيًّا إِنَّ رَبِّي بِمَا تَعْمَلُونَ مُحِيطٌ ۝٩٢﴾ [هود:92].
لكن قوم شعيب وصلوا لحد ضاقوا به ذرعاً. فاجتمع رؤساؤهم وقرروا الدخول بمرحلة جديدة من التهديد، فهددوه أولا بالقتل، ثم تحولوا بتهديدهم بطرده من قريتهم، فخيروه بين التشريد، أو العودة إلى ديانتهم وملتهم التي تعبد الأشجار والنباتات، ولكن نبي الله شعيب أخبرهم أن مسألة عودته في ملتهم مسألة لا يمكن حتى التفكير بها فكيف يكفر بعد إيمانه، وقد نجاه الله من ملتهم، وهو الذي يدعوهم إلى ملة التوحيد، فكيف يدعونه إلى الشرك والكفر؟.
دخل الصراع والمكابرة بقوم شعيب مرحلة أن طالبوه بأن يُنَزِّلَ عليهم العقاب، فانتقل بهم الصراع إلى تحد من لون جديد. فراحوا يطالبونه بأن يسقط عليهم كسفا من السماء إن كان من الصادقين، وراحوا يسألونه عن عذاب الله. فأوحى الله إليه أن يخرج المؤمنين ويخرج معهم من القرية. وخرج شعيب والمؤمنين، وجاء أمر الله ﴿وَلَمَّا جَاءَ أَمْرُنَا نَجَّيْنَا شُعَيْبًا وَالَّذِينَ آمَنُوا مَعَهُ بِرَحْمَةٍ مِنَّا وَأَخَذَتِ الَّذِينَ ظَلَمُوا الصَّيْحَةُ فَأَصْبَحُوا فِي دِيَارِهِمْ جَاثِمِينَ ۝٩٤ كَأَنْ لَمْ يَغْنَوْا فِيهَا أَلَا بُعْدًا لِمَدْيَنَ كَمَا بَعِدَتْ ثَمُودُ ۝٩٥﴾ [هود:94–95]. فقد جاءتهم غمامة كبيرة أظلتهم ففرحوا بها وتصوروا أنها تحمل لهم المطر ثم فوجئوا بالغضب، وأنهم أمام عذاب عظيم في يوم عظيم. أدركتهم صيحة جبارة من السماء جعلت كل واحد منهم يجثم على وجهه في مكانه الذي كان فيه، لقد صعقت الصيحة كل مخلوق حي، فلم يستطع أي منهم أن يتحرك أو يجري أو يختبئ أو ينقذ نفسه، كل ما استطاعه هو أن يجثم في مكانه مصروعًا بالصيحة.

## طالع أيضًا
- قوم مدين
- زيارة مقام النبي شعيب
- وادي شعيب
- حطين